# 폴란드 공산당
폴란드 공산당(폴란드어: Komunistyczna Partia Polski, KPP)은 폴란드 제2공화국 시대의 공산당으로, 리투아니아와 폴란드의 볼셰비키들이 1918년에 창당했다. 1938년 폴란드 공산당은 일부 간부들과 소련 지도부와의 불화로 해체되었고, 1942년에 폴란드 노동자당으로 재조직되었다.

## 역사
폴란드 공산당은 전통적인 마르크스주의와 과학적 사회주의의의 원칙을 따라 조직되었다. 따라서 이 정당은 프롤레타리아 계급의 전위당으로서 정당 등록을 거부했다. 
1918년에 발발한 소비에트-폴란드 전쟁에서 폴란드 공산당은 평화주의를 호소했으며, 전쟁 이후에 설립된 소련과의 우호 관계 수립을 주선했다.
1919년 코민테른에 가입하면서 블라디미르 레닌의 혁명이론인 레닌주의를 수용했으며, 1920년대에는 레닌주의의 흐름이 마르크스-레닌주의로 발전하자 혁명적인 지도자들에 의해 마르크스-레닌주의 공산당으로 재조직되었다.
1926년 유제프 피우수트스키가 쿠데타를 일으키자 이 정당은 중립을 고수했지만 사나치아 체제가 수립되면서 폴란드 공산당은 소련으로 망명할 수밖에 없었다. 망명 시기 코민테른에서 활동하면서 볼레스와프 비에루트와 카지미에시 미잘 등 걸출한 인사를 배출하기도 하였다. 
그러나 대숙청 과정에서 폴란드 공산당의 간부중 일부가 이오시프 스탈린이 주도하는 소련 지도부와 갈등을 빚었고, 결국 1938년에 폴란드 공산당은 소련 당국에 의해 해산되었다. 갈등을 일으킨 지도부는 내무인민위원회에 의해 처형되었고, 숙청에서 살아남은 인사들은 폴란드 노동자당으로 폴란드 공산당을 재조직하였다.

## 같이 보기
- 폴란드 노동자당
- 폴란드 통일노동자당